# Glory TV
Glory TV est une chaîne de télévision chrétienne internationale œcuménique qui s'adresse aux communautés chrétiennes indiennes et pakistanaises au Royaume-Uni, offrant une programmation religieuse principalement en pendjabi et en ourdou. C'est la première chaîne chrétienne diffusant des programmes en direct et enregistrés en pendjabi et en ourdou en Europe. La programmation à l'occasion est également diffusée en gujarati et en népalais aux côtés de l'anglais.
Glory TV est basée à Londres, avec l'enregistrement de programmes se déroulant dans des communautés chrétiennes importantes au Royaume-Uni telles que Slough, Hounslow, Leicester, Wolverhampton, Southall, Glasgow et d'autres régions avec d'importantes églises asiatiques britanniques. Des programmes sont également enregistrés et diffusés depuis l'Italie, la France et les Pays-Bas, où se trouvent des chrétiens de langue pendjabi et ourdou. Des programmes religieux et des séquences de tournées en Israël sont également diffusés quotidiennement.
En tant que première chaîne du genre à proposer une télévision chrétienne en pendjabi et en ourdou au Royaume-Uni, Glory TV mobilise l'Église sud-asiatique en Grande-Bretagne et crée des terrains d'expansion et de communication pour la communauté minoritaire. La chaîne est une source de nombreuses conversions en particulier du sikhisme et de l'islam avec ses efforts pour évangéliser dans chaque foyer asiatique britannique à travers le Royaume-Uni et à l'échelle internationale à l'ensemble de la communauté chrétienne indienne et pakistanaise.

## Histoire
Pam Munir est une ressortissante britannique sikh d'origine indienne qui crée la chaîne aux côtés de son mari Sarfraz Munir, un chrétien et chanteur non pratiquant d'origine pakistanaise, après s'être tous deux convertis au christianisme à la suite d'une rencontre religieuse qui conduisit Pam à quitter le sikhisme et Sarfraz à devenir un chrétien pratiquant. Le couple travaille d'abord dans un studio loué à Londres aux côtés d'une petite équipe dédiée pour produire du contenu chrétien sur l'évangélisation et l'enseignement biblique tout en étant entièrement financé volontairement et en créant une programmation en direct tout en éditant des séquences préenregistrées. Ils sont actuellement principalement basés à Slough. Les Munir ont quatre enfants ensemble.
En 2014, Glory TV interrompt pendant une courte période, car elle n'est pas en mesure de fournir ses frais de diffusion en raison d'un manque de financement, car la chaîne dépend entièrement des dons des téléspectateurs.

## Traduction
- (en) Cet article est partiellement ou en totalité issu de l’article de Wikipédia en anglais intitulé « Glory TV » (voir la liste des auteurs).